# Кластер (музика)
Кластер — акорд, який складається з тонів, що відстоять один від одного на інтервал секунди.
Розрізняють хроматичні кластери, звуки яких розташовані по півтонах (напр. До - До# - Ре - Ре#) та діатонічні, побудовані по звуках гами (напр. До - Ре - Мі - Фа). В музиці, яка написана із застосуванням мікрохроматики можливі також мікрохроматичні кластери.